# تجمع العدالة والسلام
تجمع العدالة والسلام هي كتلة سياسية شيعية معتدلة في الكويت، من أبرز الأعضاء الذي انضموا إليها صالح عاشور وخليل الصالح وحسن نصير تأسس في آخر يوم من عام 2004 ليكون ثالث حزب شيعي في الكويت.